# Certilleux
Certilleux ist eine französische Gemeinde mit 214 Einwohnern (Stand: 1. Januar 2022) im Département Vosges in der Region Grand Est (bis 2015 Lothringen). Sie gehört zum Arrondissement Neufchâteau und zum Gemeindeverband Ouest Vosgien. Die Bewohner werden Certillois(es) genannt.

## Geografie
Certilleux liegt am rechten Uferhang des Mouzon, etwa sieben Kilometer südöstlich von Neufchâteau. Umgeben wird Certilleux von den Nachbargemeinden Rebeuville im Norden, Neufchâteau im Nordosten, Rouvres-la-Chétive im Osten, Tilleux im Süden sowie Circourt-sur-Mouzon im Westen. Vom Flussufer des Mouzon steigt das Gelände nach Osten hin um über 100 Höhenmeter an; die unter 400 m gelegenen Landstriche zeigen Acker- und Wiesenflächen, die höher gelegenen sind von Wäldern bedeckt (Bois Beugé). Mit 449 m über dem Meer wird im Forst Les Effeuls im Südosten der Gemeinde der höchste Punkt erreicht.

## Bevölkerungsentwicklung
| Jahr      | 1962 | 1968 | 1975 | 1982 | 1990 | 1999 | 2010 | 2021 |
| Einwohner | 108  | 149  | 142  | 292  | 290  | 248  | 226  | 215  |

Im Jahr 1982 wurde mit 292 Bewohnern die bisher höchste Einwohnerzahl ermittelt. Die Zahlen basieren auf den Daten von cassini.ehess und INSEE.

## Sehenswürdigkeiten

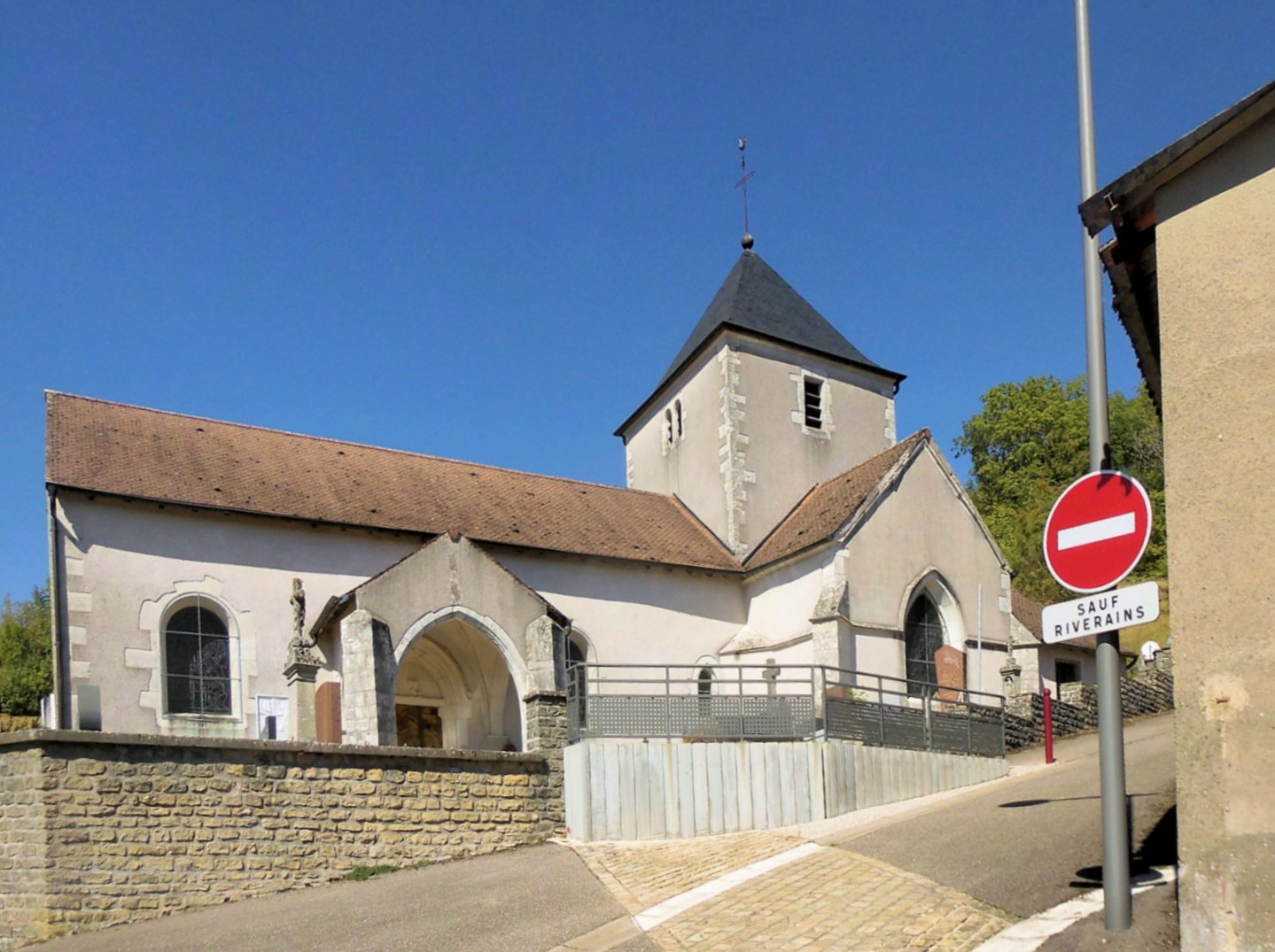
Kirche Saint-Paul
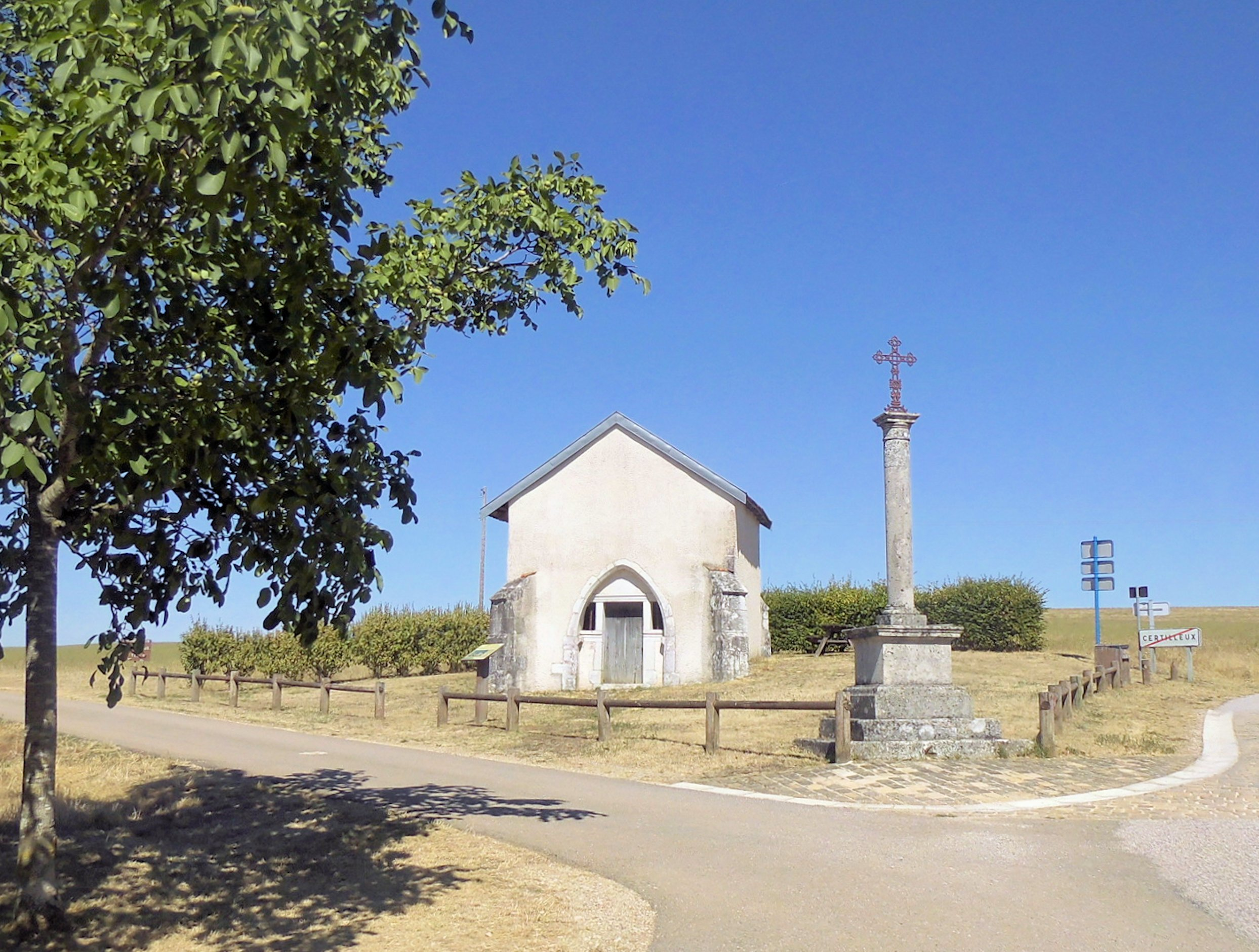
Kapelle Saint-Martin
- Calvaire
- Brunnen

- Kirche Saint-Paul
- Kapelle Saint-Martin und Calvaire

## Wirtschaft und Infrastruktur
In Certilleux gibt es vier Kleinunternehmen der Baubranche, zwei landwirtschaftliche Betriebe (Getreide und Milchviehwirtschaft) sowie diverse Kleinbetriebe der Bereiche Immobilien, Forstwirtschaft und Holzverarbeitung, Transport und Handel.
Durch Certilleux führt die Bahnlinie von Neufchâteau nach Gironcourt-sur-Vraine (ursprünglich bis Épinal). Der Personenverkehr wurde 1989 stillgelegt, den verbliebenen Güterverkehr auf dem 27 Kilometer langen Abschnitt von Neufchâteau zum Glaswerk Gironcourt betreibt die SNCF.

## Belege
1. ↑  Certilleux auf cassini.ehess
2. ↑  Certilleux auf INSEE
3. ↑  Unternehmen auf annuaire-mairie.fr.fr (französisch)